# Мингатуй (село)
Мингату́й  (бур. Мүнгэтэй - серебряный) — село в Куйтунском районе Иркутской области России. Административный центр Мингатуйского сельского поселения.

## География
Село находится на правом берегу ручья Мингатуй (приток реки Катыгирова), на расстоянии 43 км к северу от рабочего посёлка Куйтун, административного центра района.

## Население
| 2002 | 2010 | 2011 | 2012 |
| ---- | ---- | ---- | ---- |
| 252  | ↘187 | ↘186 | ↘178 |

### Гендерный состав
По данным Всероссийской переписи 2010 года, в селе проживало 187 человек (90 мужчин и 97 женщин).